# Nick Braun
Nick Braun (26 juli 2000) is een Belgische handballer.

## Levensloop
In het seizoen 2019-'20 was Braun actief bij TSV Bayer Dormagen, sinds 2020-'21 speelt hij voor HSG Krefeld.
Daarnaast maakt hij deel uit van de Belgische nationale ploeg. Hij werd onder meer geselecteerd voor het wereldkampioenschap van 2023.